# Манастир Микулићи
Манастир Св. Сергија Радоњешког је манастир Српске православне цркве Новосаграђени манастир посвећен Светом Сергију Радоњешком, у свој Православној Цркви чувеном и поштованом светитељу пониклом у руском народу, налази се код села Велики Микулићи под планином Румијом, недалеко од Бара.

## Садашњост
Свети Сергије Радоњешки је саградио лавру посвећену Пресветој Животворној Тројици, најљепшу која постоји данас на свијету — Сергијевски посад. Данас, испод свете планине Румије, на којој постоји мали храм, такође посвећен Св. Тројици, подигнут је манастир посвећен Св. Сергију Радоњешком.
Манастир је изграђен прилозима православних Руса и вјерника из Бара и околине. Посебан допринос дали су: Виталиј Иванчиков из Новосибирска као највећи приложник и Велимир — Мило Драговић из Бара који је показао изузетан труд у изградњи манастира.
Његово високопреосвештенство архиепископ цетињски митрополит црногорско-приморски Амфилохије Радовић са свештенством и монаштвом Митрополије црногорско-приморске и Московске патријаршије, међу којима су били и свештеномонаси из Светотројичне обитељи Св. Сергија Радоњешког — Сергијевог посада у Москви, и вјерним народом освештао је 19. јула 2009. године новосаграђени манастир и у њему служио Св. Архијерејску Литургију.